# Nicosia Internationale Lufthavn
Nicosia Internationale Lufthavn (græsk: Διεθνές Αεροδρόμιο Λευκωσίας, tyrkisk: Lefkosa Uluslararasi Havaalani) er en stort set forladt lufthavn i Cypern. Lufthavnen er beliggende vest for hovedstaden Nicosia i forstaden Lakatamia. Lufthavnen var oprindeligt landets primære lufthavn, men alt civil aktivitet standsede efter den tyrkiske invasion af Cypern i 1974. Lufthavnens primære funktion er i dag hovedkvarter for United Nations Peacekeeping Force in Cyprus (UNFICYP).

## Historie
Nicosia lufthavn var Cyperns primære lufthavn allerede fra dens konstruktion i 1930'erne hvor den blev fungerede som en britisk flyvestation, RAF Nicosia indtil 1974 og er stadigvæk ejet af det britiske forsvarsministerium.
Landingsbanen blev bygget i 1939 af Royal Dutch Shell og Pierides & Michaelides Ltd. Lufthavnens flyforbindelser blev dækket af Misrair (senere EgyptAir) med et antal firemotorede DH.86.
Under 2. verdenskrig blev lufthavnen og landingsbanen udbygget og amerikanske bombefly benyttede lufthavnen på vej tilbage fra bombetogter over de rumænske oliefelter i Ploiesti.
Efter krigen påbegyndte man igen på kommerciel flyvning og i 1948 var der faste forbindelser med Misrair, BOAC, Cyprus Airways og MEA.
De første civile lufthavnsfaciliteter bestod af tre Nissenhytter som husede toldkontrol, immigrationskontrol og lufthavnsoperationscenter. NAAFI stod for salg af forplejning.
I 1949 designede og byggede det offentlige den første terminalbygning for en pris på 50.000 £ og åbnede maj samme år. I 1959 blev terminalen og flyopstillingspladserne udbygget. Den kommercielle brug af terminalen ophørte i 1968 da man åbnede en ny terminal. Nicosia flyveklub og andre organisationer forsatte med at bruge den gamle terminal.
Royal Air Force stoppede den operative brug af lufthavnen i 1966 på grund af den kraftige stigning af civil flytrafik som gjordet det svært for RAF at benytte lufthavnen som de ønskede. Den 27. marts 1968 åbnede man ny terminal designet af det tyske selskab Dorsch und Gehrmann fra Wiesbaden og bygget af Cybarco. Prisen for denne terminal var £1.100.000 hvoraf lidt under halvdelen var betalt af Storbritannien. Denne nye terminal kunne håndtere 800 samtidige passagerer og op til 11 fly.
I juni 1974 lagde man planer for en udvidelse af den nye terminal og samtidig udbygning af standpladsen til 16 fly hvoraf to skulle være til Wide-body-fly. Udvidelsen blev aldrig til noget: Den 15. juli 1974 indledte højreorienterede græske nationalister et statskup mod den demokratisk valgte cypriotiske præsident, ærkebiskop Makarios. Lufthavnen blev kortvarigt lukket af kupmagerne og blev den 17. juli 1974 brugt til at flyve græske militærstyrker ind for at støtte kupmagerne mod Makarios. Først den 18. juli blev lufthavnen genåbnet for civil lufttrafik hvorefter der udspillede sig kaotiske scener da turister og andre udlændinge forsøgte at forlade landet. Lufthavnen lukkede endeligt for civil lufttrafik den 20. juli 1974, da tyrkiske styrker invaderede Cypern og i den forbindelse foretog massive bombardementer af lufthavnen.
Lederne af de græsk-cypriotiske og tyrkisk-cypriotiske grupperinger diskuterede en genåbning af lufthavnen i begyndelsen af 1975 Lederen af den græsk-cypriotiske gruppe, ærkebiskop Makarios, afslog et tyrkisk-cypriotiske forslag om at genåbne lufthavnen under fælles kontrol. Man nåede dog frem til en fælles hensigtserklæring om at åbne lufthavnen under forhandlinger i Wien fra 28. april to 3. maj 1975.
De sidste kommercielle fly forlod Nicosia i 1977 med en speciel dispensation fra FN. Der var tale om de tre resterende Cyprus Airways fly der havde været strandet i lufthavnen siden invasionen. Flyene blev fløjet til London af personel fra British Airways. Det ene af de tre fly, et Hawker Siddeley Trident 2E, er nu en del af udstillingen på Imperial War Museum Duxford.
Under den tyrkiske invasion lagde lufthavnen ramme til nogle af de hårdeste kampe mellem cypriotiske og tyrkiske styrker, hvilket fik FN's sikkerhedsråd til at erklære lufthavnen til et FN-beskyttet område (UNPA). Denne erklæring betød at begge sider skulle trække sine styrker mindst 500 meter væk fra lufthavnens område. Da våbenhvilen trådte i kraft den 16. august 1974 blev lufthavnen en del af bufferzonen mellem de to stridende parter og har siden da kun været benyttet til FN's helikoptere og Blue Beret Camp som er hovedkvarteret UNFICYP.
Efter lukningen af Nicosia lufthavn åbnede Cypern en ny lufthavn i Larnaca benævnt Larnaca Internationale Lufthavn (LCA), i 1975. I 2004 åbnede Nordcypern Ercan Internationale Lufthavn (ECN). Begge lufthavne var tidligere britiske flyvestationer. Foruden disse to lufthavne findes der også Paphos Internationale Lufthavn (PFO) som blev indviet i 1983.
Der har været planer om at genåbne Nicosia Lufthavn under FN's kontrol, men indtil videre har forslaget ikke vakt stor interesse. I 2013 argumenterede Michael Paraskos fra det cypriotiske Cornaro Institut at de tre andre lufthavne på øen dækker behovet for øens lufttrafik og at der ikke være et behov for denne lufthavn selv hvis der blev fundet en politisk løsning. Man burde i stedet omdanne området til en skattefri industrizone som kunne tiltrække udenlandske virksomheder til øen.

## Ulykker og andre episoder
- Den 3. marts 1956 detonerede en bombe om i det forreste lastrum i en Handley Page Hermes (en Hermes IV G-ALDW fra Skyways Limited). Eksplosionen skete 20 minutter før flyet skulle afgå til Storbritannien med 68 passagerer.[10] Der var ingen dræbte.[11]
- Den 27. april 1956 blev en RAF Douglas Dakota ødelagt på jorden af en bombe som man formoder blev placeret af EOKA-oprørere.
- Den 20. april 1967 styrtede en Bristol Britannia i dårligt vejr under indflyvningen til Nicosia, 126 dræbte.
- Den 29. januar 1973 styrtede en EgyptAir Iljusjin Il-18 (Registreringsnummer SU-AOV) i Kyrenia-bjergene under indflyvningen til lufthavnen hvorved alle 30 passagerer og 7 besætningsmedlemmer mistede livet.[12]
- Den 29. august 1973, overløb Flight CSA531, en Tupolev Tu-104 fra Československé Aerolinie på vej fra Damascus landingsbanen efter landing. Flyet skulle været fløjet videre til Prag efter opholdet i Cypern. Der var ingen tab af menneskeliv ved ulykken og flyvraget ligger stadig nær lufthavnen.
- Den 20. juli 1974, blev to tomme Cyprus Airways fly (et Hawker-Siddeley HS121 Trident 1E (5B-DAE), og et Trident 2E (5B-DAB)) ødelagt på jorden i et tyrkisk luftangreb under invasionen af Cypern.
- Den 22. juli 1974 mistede 33 personer livet under operation Niki, da 20 aldrende Nord Noratlas og 10 C-47 Skytrains, fra 354. Transporteskadrille "Pegasus" transporterede en græsk specialoperationsstyrke som havde til opgave at beskytte lufthavnen mod de fremrykkende tyrkiske styrker.[13]